# Sverige i olympiska sommarspelen 1932
Svenska medaljörer vid olympiska sommarspelen 1932 i Los Angeles.
De svenska deltagarna klarade sig i allmänhet mycket väl och hamnade på en tredje plats i den inofficiella poängtävlingen, men friidrottarna misslyckades rätt ordentligt, och skyllde på en förläggning på hög höjd i en turistort där man helt enkelt tappade formen.

## Svenska medaljörer

### Konst
- Målning

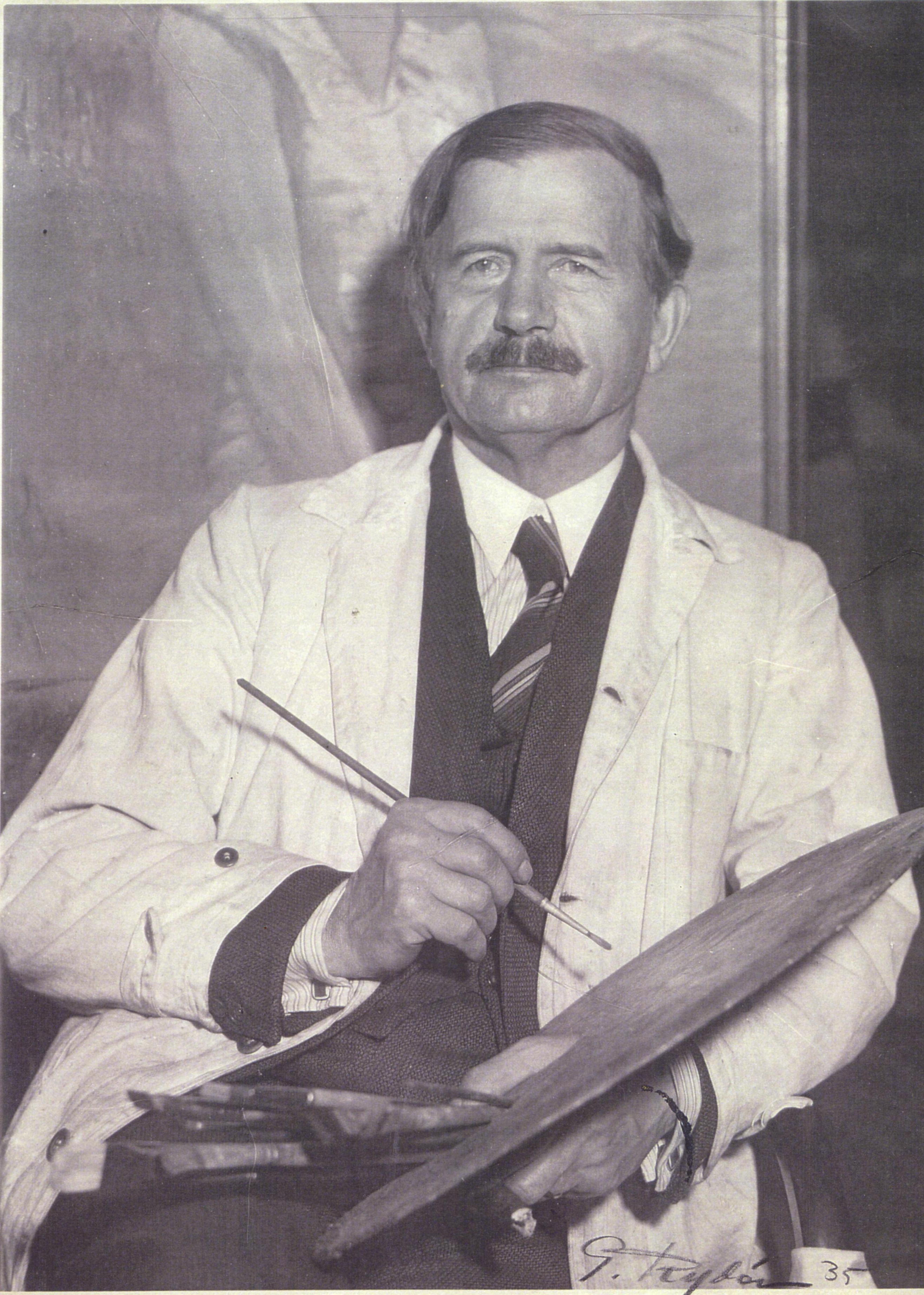
Konstnären David Wallin (1876-1957), foto 1935, han vann Olympiskt guld i konst (målning).

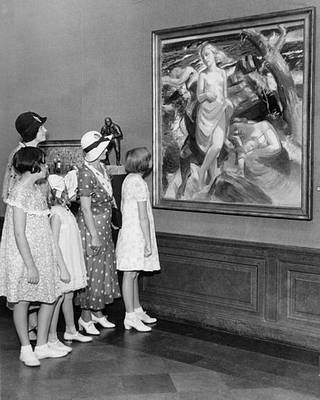
Besökare i Los Angeles som beundrar oljemålningen "Vid Arilds strand" av konstnären David Wallin, målningen vann Olympiskt guld vid konsttävlingen vid de Olympiska sommarspelen 1932.

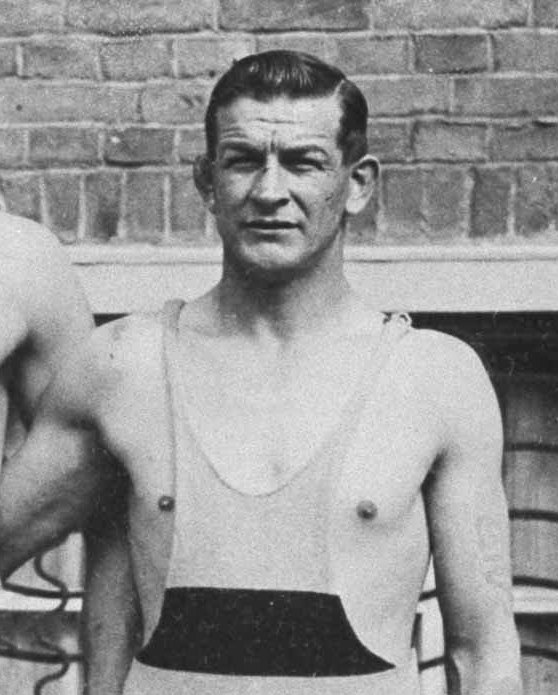
Erik Malmberg, foto 1928, han vann Olympiskt guld i brottning, lättvikt i grekisk-romersk stil.

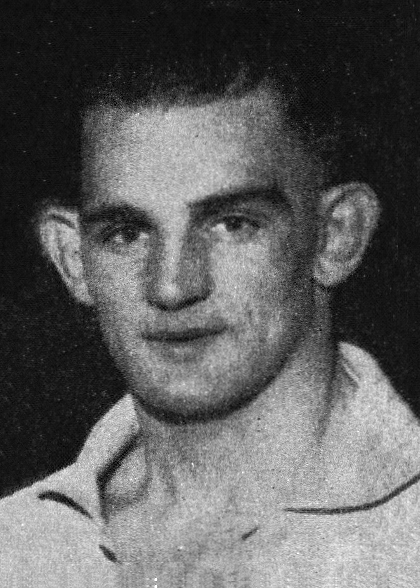
Ivar Johansson från SvD:s årsbok efter 1936, han vann Olympiskt guld i brottning i både weltervikt i grekisk-romersk stil och i mellanvikt i fristil.

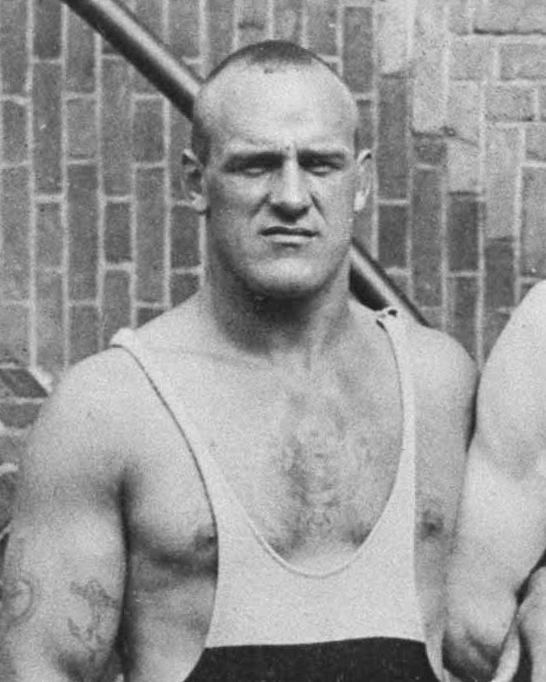
Rudolf Svensson, foto 1928, han vann Olympiskt guld i brottning, lätt tungvikt i grekisk-romersk stil.

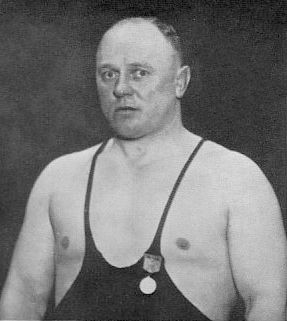
Calle Westergren, foto omkring 1930, han vann Olympiskt guld i brottning, tungvikt i grekisk-romersk stil.

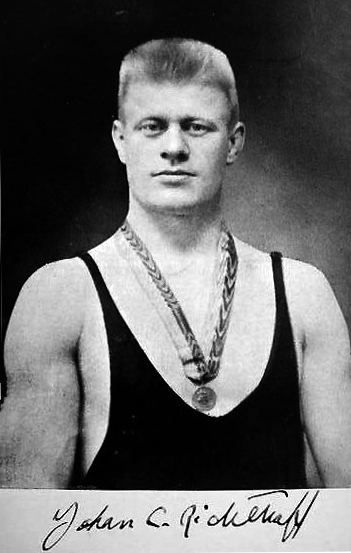
Johan Richthoff, foto omkring 1930, han vann Olympiskt guld i brottning, tungvikt i fristil.

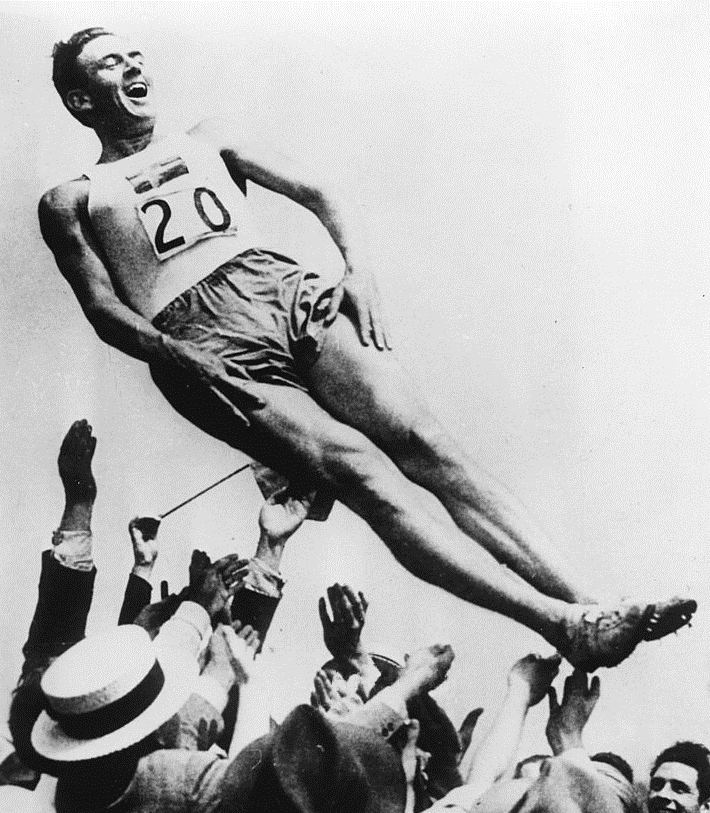
Johan Gabriel Oxenstierna, Los Angeles 1932, han vann Olympiskt guld i modern femkamp, individuellt.

Tore Holm, seglare, han vann Olympiskt guld i segling i 6-metersklassen tillsammans med seglarna Martin Hindorff, Åke Bergqvist och Olle Åkerlund.

  - David Wallin, guld i målning vid konsttävlingarna med bidraget, oljemålningen "Vid Arilds strand".[2]

- Skulptur
  - Carl Fagerberg, hedersomnämnande.[3]

### Boxning
- Fjädervikt
  - Allan Ekebäck-Carlsson,  brons

- Lättvikt
  - Thure Ahlqvist, silver

### Brottning

#### Grekisk-romersk stil
- Lättvikt
  - Erik Malmberg, guld

- Weltervikt
  - Ivar Johansson, guld

- Mellanvikt
  - Axel Cadier, brons

- Lätt tungvikt
  - Rudolf Svensson, guld

- Tungvikt
  - Calle Westergren, guld

#### Fri stil
- Fjädervikt
  - Einar Karlsson, brons

- Lättvikt
  - Gustaf Klarén, brons

- Mellanvikt
  - Ivar Johansson, guld

- Lätt tungvikt
  - Thure Sjöstedt, silver

- Tungvikt
  - Johan Richthoff, guld

### Cykel
- Landsvägslopp, individuellt
  - Bernhard Britz, brons

- Landsvägslopp, lag
  - Bernhard Britz/ Sven Höglund/ Arne Berg, brons

### Friidrott
- Tresteg
  - Eric Svensson, silver

### Modern femkamp
- Individuellt
  - Johan Gabriel Oxenstierna, guld
  - Bo Lindman, silver

### Ridning
- Dressyr, lag
  - Gustaf-Adolf Boltenstern/ Thomas Byström/ Bertil Sandström, silver

- Fälttävlan, individuellt
  - Clarence von Rosen, brons

- Hoppning, individuellt
  - Clarence von Rosen, brons

### Segling
- Starbåtar
  - Gunnar Asther/ Daniel Sundén-Cullberg, brons

- 6-metersklassen
  - Tore Holm/ Martin Hindorff/ Åke Bergqvist/ Olle Åkerlund, guld

### Skytte
- Miniatyrgevär, 50 m
  - Bertil Rönnmark, guld

## Övriga svenska placeringar

### Boxning
- - Weltervikt
- - N O Althin utslagen i första omgången

### Brottning

#### Grekisk-romersk stil
- - Bantamvikt
- 4 H Tuvesson
  - Fjädervikt
- - O Lindelöf, oplacerad

#### Fri stil
- - Bantamvikt
- - B Wingren, oplacerad
  - Weltervikt
- - L Lindblom, oplacerad

### Cykel
- - Landsvägslopp, individuellt
- 8 S Höglund
- 20 A Berg
- 21 S Nilsson

### Friidrott

#### Herrar
- - 400 m
- - Kell Areskoug – utslagen i försök
- - Sten Pettersson –  utslagen i försök
  - 1 500 m
- 5 Erik Ny (tid ej noterad)
- - Folke Skoog – utslagen i försök
  - 5 000 m
- 5 Jean-Gunnar Lindgren – 14.54,7
- 10 E Pettersson – 15.07,6
  - 10 000 m
- 6 J G Lindgren – 31.37,0
  - 400 m häck
- 6 K Areskoug – 54,6
- - Sten Pettersson – 55,7 utslagen i försök
  - Slägga
- 7 Gunnar Jansson (friidrottare) – 47,79
  - Tiokamp

### Fäktning

#### Herrar
- - Värja, individuellt
- 9 Sven Thofelt
- 12 S Lindström
- - Bo Lindman utslagen i semifinal

### Modern femkamp
- 4 Sven Thofelt

### Ridning
- - Fälttävlan, individuellt
- 5 E Hallberg
  - Dressyr, individuellt
- 4 T Byström
- 8 Gustaf-Adolf Boltenstern
- 10 B Sandström (som hade den näst högsta poängen, men som av domarna placerades sist av 10 startande, då han av domarna ansågs ha smackat på hästen i ett moment.
  - Hoppning, individuellt
- 5 E Hallberg

### Segling
- - Olympiajolle
- 9 S Thorell

### Simhopp

#### Damer
- - Höga hopp
- 4 Ingeborg Sjöqvist

### Simning

#### Herrar
- - 100 m frisim
- - Eskil Lundahl – 1.06,2 utslagen i försök
  - 100 m ryggsim
- - Eskil Lundahl – 1.16,4 utslagen i försök
  - 200 m bröstsim
- - Sigfrid Heyner – 3.00,7 utslagen i försök

### Skytte
- - Miniatyrgevär, 50 m
- 5 G Andersson
- 8 K A Larsson